# Искра (Абдулинский район)
Искра — посёлок в Абдулинском городском округе Оренбургской области.

## География
Посёлок расположен в северо-западной части области, недалеко от центра городского округа — Абдулино.
Часовой пояс
Посёлок Искра как и вся Оренбургская область, находится в часовой зоне МСК+2. Смещение применяемого времени относительно UTC составляет +5:00.

## История
До 1 января 2016 года посёлок являлся центром Искринского сельсовета.

## Население
| 2010 |
| ---- |
| 217  |